# Peter Warren Dease
Peter Warren Dease (Michilimackinac, isla Mackinac, Míchigan, 1 de enero de 1788 — Côte Sainte-Catherine, 17 de enero de 1863) fue un explorador y comerciante de pieles estadounidense que participó en la exploración del ártico canadiense al servicio de la Compañía de la Bahía de Hudson.

## Biografía
Peter Warren Dease era el cuarto hijo de John B. Dease, capitán y agente adjunto de Asuntos Indígenas, y de Jane French, una mohawk católica de Caughnawaga. Su padre era sobrino de sir William Johnson, y primo hermano de Sir John Johnson. Lleva su nombre por el almirante sir Peter Warren, un tío de sir William Johnson. Fue criado por su familia en la isla Mackinac y Montreal, hasta que dejó la casa familiar a la edad de 13 años para trabajar en el comercio de pieles. Dease marchó a los territorios del Noroeste para trabajar para la «New North West Company», un trabajo en el que permaneció seis años. Luego fue nombrado secretario de la Compañía del Noroeste y destinado a diferentes puestos de comercio de pieles en los distritos del río Mackenzie y el Gran Lago del Esclavo. En 1817 se trasladó al distrito de Mackenzie, en primer lugar a Fort Good Hope, y más tarde a Fort Chipewyan y otros puestos del mismo distrito de Mackenzie. Después de que su compañía se fusionará en 1821 con la Compañía de la Bahía de Hudson (HBC), Dease, y su hermano John Warren, fueron nombrados jefes del distrito de Athabaska de la HBC. 
George Simpson (1787-1860), entonces gobernador del Departamento Norte de la HBC y que llegará a ser gobernador de la Tierra de Rupert, le propuso montar una expedición para explorar la cuenca del río Finlay en 1823, con el objetivo de desarrollar el comercio de pieles en la región, y dado que Dease no podía emprender la expedición ese año, la tarea fue reasignado al también comerciante de pieles y explorador Samuel Black (1780-1840). Sin embargo, en 1825 tuvo la oportunidad de participar en la segunda expedición en el ártico en busca del Paso del Noroeste del explorador inglés John Franklin —acompañado por Frederick William Beechey (1796-1856) y George Back (1796-1878)—. Dease fue puesto a cargo del comisariado de esa segunda expedición, habiendo sido solicitado personalmente por Franklin, que lo había conocido en su primera expedición al Ártico. Dease proporcionó información sobre los aborígenes y preparó el abastecimiento de provisiones. También lo hizo en la campaña siguiente (1826-1827). En 1825 también supervisó la construcción del Fort Franklin en el Gran Lago del Oso. De 1827 a 1830, Dease estableció su cuartel general en Fort Good Hope. En 1828 fue nombrado factor jefe de la HBC y miembro del Consejo.
Fue acusado de desarrollar el comercio a lo largo del recién descubierto río Peel (un tributario del Mackenzie). Recomendó establecer un puesto cerca de la fuente del río, aunque transcurrió otra década antes de que fuera construido el puesto de Post. En 1829 Dease entregó Fort Good Hope a John Bell, y estuvo destinado brevemente en Fort Simpson. Pasó el invierno de ese año en el recientemente construido Fort Halkett, actuando en calidad de consejero.
En 1830 fue destinado al lago Fraser, sucediendo a William Conolly en el distrito de Nueva Caledonia de la HBC (actualmente, la provincia canadiense de la Columbia Británica). En 1835 Dease solicitado un permiso de ausencia por enfermedad, probablemente por la vista. El permiso fue concedido, tras lo cual fue puesto a cargo de una nueva expedición al Ártico.

### Expedición a la costa continental del Ártico

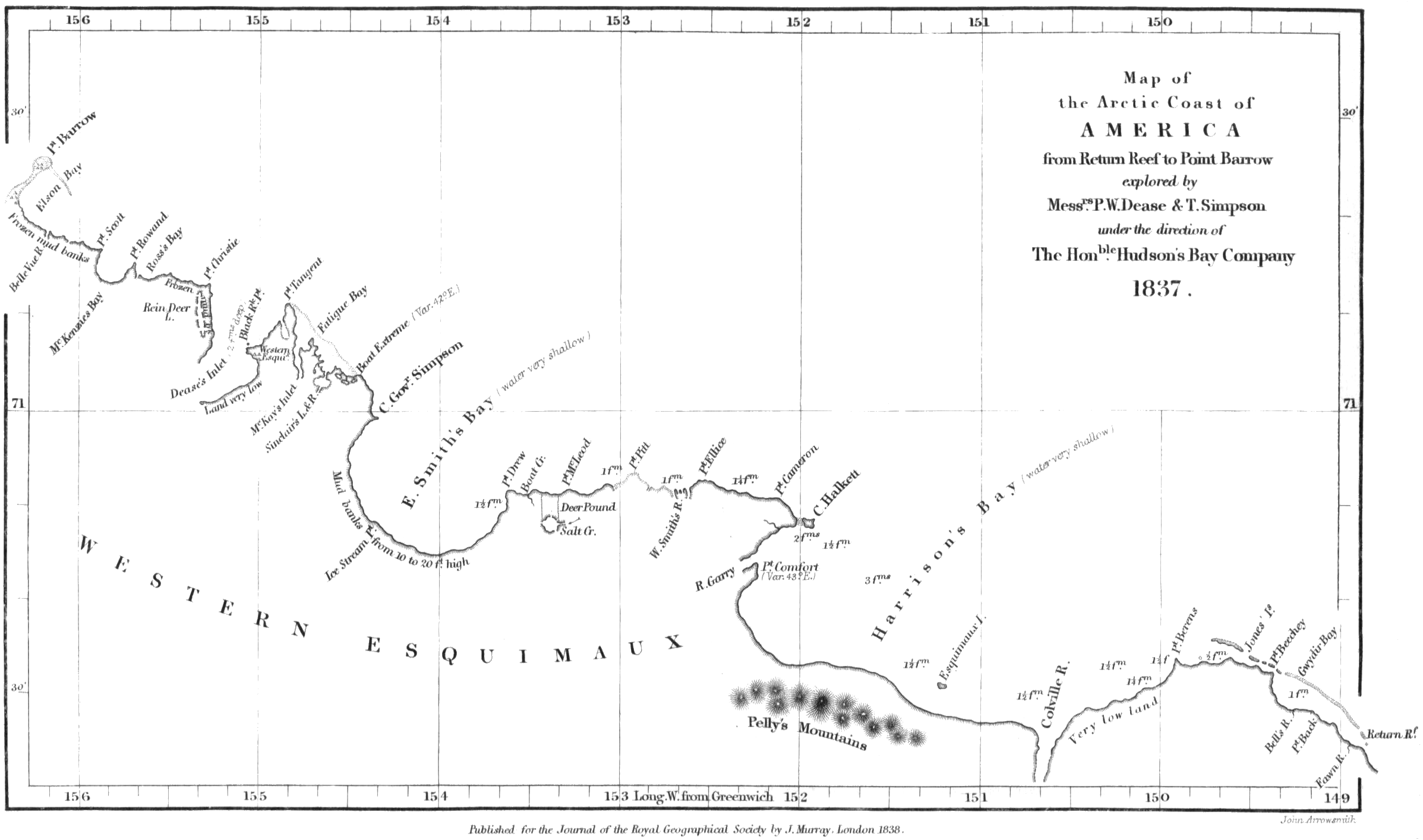
Mapa de la costa norte de Alaska, desde la punta Barrow, en el extremo occidental, a Return Reef (justo al este del río Colville) en la oriental. Cartografiado por Peter W. Dease y Thomas Simpson en 1837 en su expedición de 1837-1839.

En junio de 1836 Dease fue elegido para dirigir una expedición de la Compañía de la Bahía de Hudson para completar el reconocimiento de las costas continentales en las regiones árticas que habían explorado por vez primera Franklin, Beechey y Back, desde la desembocadura del río Mackenzie a punta Barrow. 
Dease, con Thomas Simpson como segundo que era además sobrino del director de la HBC, partió al mando de un equipo de 12 hombres el 1 de junio de 1837 y llegó a punta Barrow, el 4 de agosto. Después de pasar el invierno en Fort Confidence, en el Gran Lago del Oso, partieron de nuevo en primavera, pero hicieron pocos progresos debido al frío y a la «extraordinaria duración del hielo», aunque lograron cartografiar 100 km de costa, nombrando Victoria Land (luego isla Victoria) y el cabo Pelly. 
Después de un segundo invierno en Fort Confidence, Dease y Simpson, partieron a explorar la costa hacia el este. El 16 de agosto llegaron a la isla de Montreal, donde descubrieron un depósito de víveres dejado por George Back. En sus viajes Dease logró cartografíar nuevas áreas del Ártico, desde la desembocadura del río Mackenzie hacia el este, hasta punta Turnagain, el extremo oriental de la península de Kent. También cartografiaron parte de la costa meridional de isla de Victoria y de la isla del Rey Guillermo.

### Retiro
Dease fue licenciado por enfermedad en 1840-1841. En junio de 1840, la reina Victoria otorgó a Dease y a Simpson (que se suicidó poco después), una pensión anual de 100 libras por los servicios prestados. El 3 de agosto de 1840 de ese mismo año Dease se casó con Élizabeth Chouinard, una mujer mestiza que había sido su compañera durante muchos años y que le había dado cuatro hijos y cuatro hijas. Se jubiló en 1843, después de haberse trasladado a una granja en Côte Sainte-Catherine, cerca de Montreal, en 1841. 
Dease fue muy admirado por sus colegas y reconocido por su amabilidad, calidez y sociabilidad. George Simpson en su libro Character Book, compilado en 1832, lo describió como: 

Sobre 45 años de edad. Muy constante en los negocios, un excelente comerciante con los indios, habla varias lenguas bien, así como un hombre de conducta y carácter muy correctos. Fuerte, vigoroso y capaz de realizar una gran cantidad de servicios severos, pero más bien indolente, falto de ambición de distinguirse en alguna medida de la fuente habitual, inactivo hasta que despierta al esfuerzo y fácil e indulgente con su gente, que con frecuencia ocasiona laxitud en la disciplina, pero cuando su temperamento calmado se agita se convierte en furiasamente violento. Su juicio es bueno, sus modales son más agradable y fáciles que los de muchos de sus colegas, y aunque no compone una figura brillante, puede ser considerado un miembro muy respetable de la comunidad.
About 45 years of Age. Very steady in business, an excellent Indian trader, speaks several of the Languages well and is a man of very correct conduct and character. Strong, vigorous and capable of going through a great deal of Severe Service but rather indolent, wanting in ambition to distinguish himself in any measure out of the usual source, inactive until aroused to exertion and over easy and indulgent to his people which frequently occasions laxity of discipline, but when his temper gets ruffled he becomes furiously violent. His judgement is sound, his manners are more pleasing and easy than those of many of his colleagues, and altho' not calculated to make a shining figure, may be considered a very respectable member of the concern.
George Simpson

Dease vivió los últimos 20 años cómodamente jubilado y respetado en Côte Sainte-Catherine, donde falleció el 17 de enero de 1863. 

## Reconocimientos
En su honor, uno de tramos del Paso del Noroeste lleva su nombre, el estrecho de Dease, al igual que la localidad de Lake Dease, localizada en el noroeste de la Columbia Británica, al oeste de la Stewart/Cassiar Highway en su unión con Telegraph Creek.